# Thomas Edward Penard

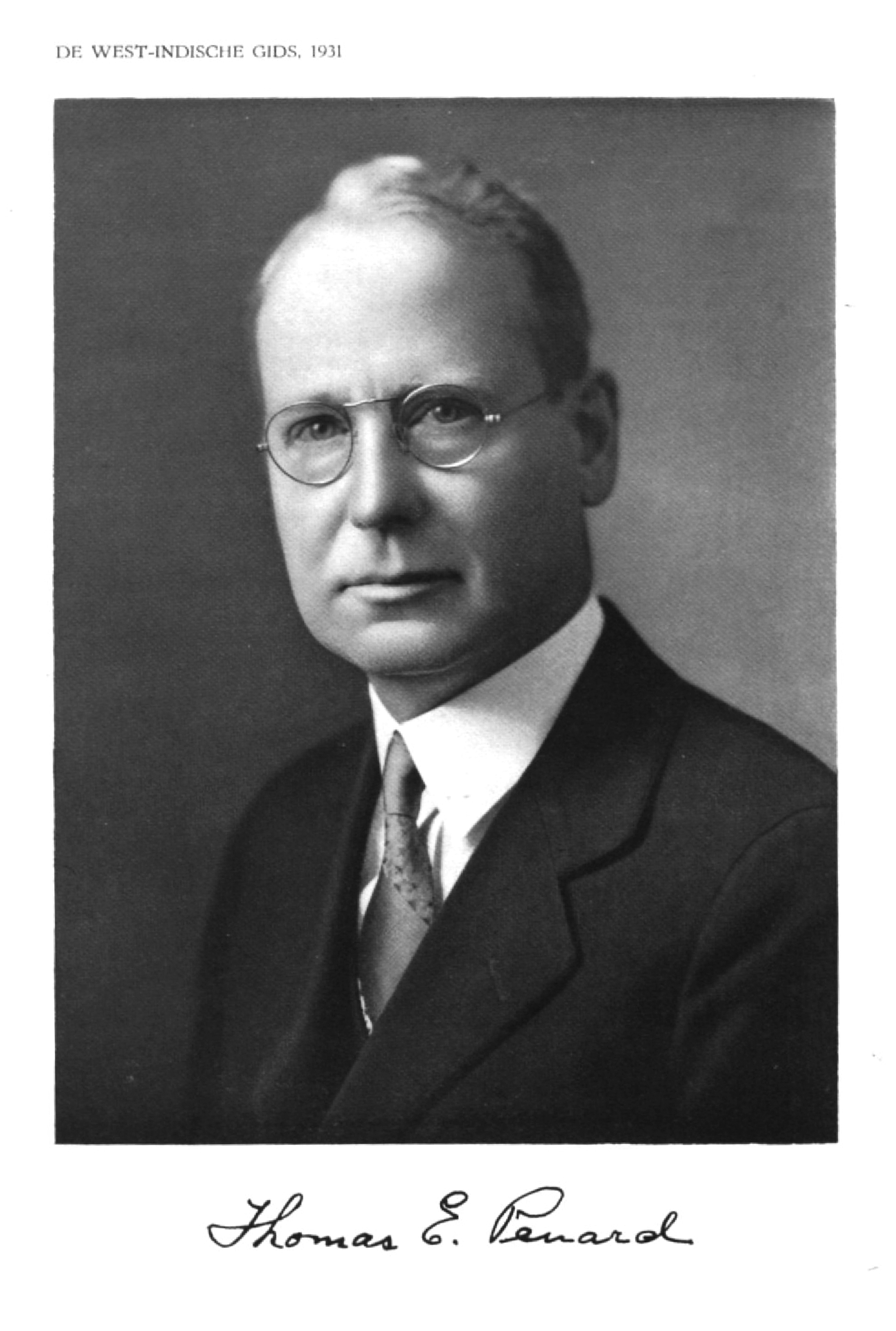
Thomas Edward Penard (1878–1938)

Thomas Edward Penard (* 7. Mai 1878 in Paramaribo, Suriname; † 27. Oktober 1936 in Cambridge, Massachusetts) war ein surinamisch-US-amerikanischer Elektroingenieur und Ornithologe.

## Leben und Wirken
Penard war der zweite Sohn des Händlers Frederik Paul Penard (1834–ca. 1908) und Philippina (1850–1926) geb. Salomons, die dieser im Jahre 1875 heiratete. Seine Brüder Frederik Paul Penard (1876–1909) und Arthur Philip Penard (1880–1932) waren ebenfalls Ornithologen und schrieben das zweibändige Werk De Vogels van Guyana. Thomas Edward kam als Dreizehnjähriger in die Vereinigten Staaten und besuchte zunächst die öffentliche Schule in Everett. 1896 wechselte er auf das Massachusetts Institute of Technology, das er 1900 mit dem Bachelor of Science in Elektrotechnik abschloss. Er begann seine erste Arbeitsstelle als Konstrukteur bei der Edison Electric Illuminating Company in Boston, mit der er in seinem gesamten Leben verbunden blieb. 1931 war er dort stellvertretender Leiter der Abteilung Anlagenbau. Er half als Ausbilder an der Abendschule der Northeastern University und war dort für einige Zeit Dekan der Abendschule. 1905 heiratete er Sabrina Grant, mit der er einen Sohn namens Frederick hatte.

## Ornithologie
Penard hatte schon in früher Kindheit ein Interesse an der Vogelwelt und legte sich eine Sammlung surinamischer Vögel zu. Trotzdem publizierte er erst im Jahr 1918 seine ersten taxonomischen Artikel über die Ornis des tropischen Amerikas und insbesondere Surinams. Auch wenn er nie ein formelles Training in ornithologischer Systematik erhalten hatte, erkannte er schnell mit Hilfe seines Mentors Outram Bangs (1863–1932) die Prinzipien der Taxonomie. Zwischen 1918 und 1927, oft zusammen mit Bangs, publizierte er über 30 ornithologische Artikel. Zusätzlich besuchte er mehrere Monate seine alte Heimat Surinam und erweiterte seine Sammlung um ca. 2.000 Bälge. 1919 wurde er gewähltes Mitglied der American Ornithologists’ Union (AOU). Seine Arbeit und seine Gesundheit führten dazu, dass er seine Zusammenarbeit mit Bangs und seine ornithologischen Arbeiten schließlich aufgab. So verkaufte er seine Sammlung 1930 an das Museum of Comparative Zoology. Auch wenn er nicht mehr publizierte, verlor er nicht das Interesse an der Ornithologie und forschte auf diesem Gebiet weiter, sofern es seine Zeit zuließ. Postum erschien von Penard ein Biografie über den Ornithologen Frédéric de Lafresnaye über den bis dahin trotz seiner zahlreichen Publikationenen nur wenig bekannt war.

## Folklore und andere Interessen
Neben der Ornithologie beschäftigte sich Penard mit der Folklore Surinams. Zusammen mit seinem Bruder Arthur Philip publizierte er zwischen 1917 und 1929 mehrere Artikel in Journal of American Folklore und De West Indische Gids. Ein weiteres Interessengebiet Penards war die Philatelie. Außerdem legte er sich eine enorme Bibliothek naturwissenschaftlicher Bücher zu, die auch einige sehr seltene Werke enthielt. Penard besaß eine wertvolle Sammlung surinamischer Gegenstände. Die Bibliothek wurde nach seinem Tod vereinzelt.

## Mitgliedschaften
Penard war Mitglied der Freimaurerer Mount Lebanon Lodge of Masons, des American Institute of Electrical Engineers, des Boston Engineers' Club sowie einiger Philatelie-Gesellschaften. Neben der AOU stand er mit dem Nuttall Ornithological Club, New England Zoölogical Club und der Boston Society of Natural History in Verbindung.

## Dedikationsnamen
Outram Bangs und Thomas Barbour widmeten ihm 1922 Jacamerops aureus penardi, eine Unterart des Riesenglanzvogels. Wem Picumnus penardi, ein Synonym für Picumnus exilis buffonii Lafresnaye, 1845, gewidmet ist, kann nicht klar beantwortet werden. Das Typusexemplar wurde von einem der Penard-Brüder an Philip Lutley Sclater zur Analyse geschickt, der es mit einem Etikett mit diesem Namen versah und zurücksendete. Sclater selbst hat den Namen nie publiziert und wahrscheinlich später erkannt, dass es sich um ein Synonym handelte. Sehr wahrscheinlich ist es aber Arthur Philip Penard gewidmet, der den Balg gesammelt hat. Auch Poecilotriccus fumifrons penardi, eine Unterart des Graustirn-Todityranns, die Carl Eduard Hellmayr 1905 beschrieb, hat keine eindeutige Widmung, doch wurde der Balg im gleichen Zeitraum wie Picumnus penardi gesammelt.

## Schriften (Auswahl)
- Starlings (Sturnus Vulgaris) at Barnstable, Mass. In: The Auk. Band 35, Nr. 1, 1918, S. 80–81 (sora.unm.edu [PDF; 118 kB]).
- mit Outram Bangs: Notes on a collection of Surinam birds. In: Bulletin of the Museum of Comparative Zoology. Band 62, Nr. 117, 1918, S. 25–93 (biodiversitylibrary.org).
- Remarks on Beebe's 'Tropical Wild Life.' In: The Auk. Band 36, Nr. 2, 1919, S. 217–225 (sora.unm.edu [PDF; 487 kB]).
- Revision of the Genus Buthraupis Cabanis. In: The Auk. Band 36, Nr. 4, 1919, S. 536–540 (sora.unm.edu [PDF; 213 kB]).
- Sarkidiornis Sylvicola in British Guiana. In: The Auk. Band 36, Nr. 4, 1919, S. 564 (sora.unm.edu [PDF; 62 kB]).
- The Name of the Black Cuckoo. In: The Auk. Band 36, Nr. 4, 1919, S. 569–570 (sora.unm.edu [PDF; 116 kB]).
- mit Outram Bangs: Some critical notes on birds. In: Bulletin of the Museum of Comparative Zoology. Band 63, Nr. 2, 1919, S. 21–40 (biodiversitylibrary.org).
- Some untenable names in ornithology. In: Proceedings of the New England Zoölogical Club. Band 7, 1919, S. 21–22 (biodiversitylibrary.org).
- mit Outram Bangs: The name of the Common Jungle Fowl. In: Proceedings of the New England Zoölogical Club. Band 7, 1919, S. 23–25 (biodiversitylibrary.org).
- mit Outram Bangs: Two new American Hawks. In: Proceedings of the New England Zoölogical Club. Band 7, 1920, S. 45–47 (biodiversitylibrary.org).
- mit Outram Bangs: The Proper Name of the West African Serin. In: The Auk. Band 37, Nr. 2, 1920, S. 300–301 (sora.unm.edu [PDF; 109 kB]).
- mit Outram Bangs: Notes on some American birds, chiefly neotropical. In: Bulletin of The Museum of Comparative Zoology. Band 64, Nr. 4, 1921, S. 365–397 (biodiversitylibrary.org).
- mit Outram Bangs: Lophctriccus versus Cometornis. In: Proceedings of the Biological Society of Washington. Band 34, 1921, S. 78 (biodiversitylibrary.org).
- mit Outram Bangs: A new name for Pachyramphusp olychoptera costaricensis Chubb. In: Proceedings of the Biological Society of Washington. Band 34, 1921, S. 78 (biodiversitylibrary.org).
- mit Outram Bangs: Descriptions of six new subspecies of American birds. In: Proceedings of the Biological Society of Washington. Band 34, 1921, S. 89–92 (biodiversitylibrary.org).
- mit Outram Bangs: The Name of the Eastern Hermit Thrush. In: The Auk. Band 38, Nr. 3, 1921, S. 432–434 (sora.unm.edu [PDF; 142 kB]).
- mit Outram Bangs: A new form of Edolius forficatus (Linné). In: Proceedings of the New England Zoölogical Club. Band 8, 1922, S. 25–26 (biodiversitylibrary.org).
- mit Outram Bangs: The northern form of Leptotila fulviventris Lawrence. In: Proceedings of the New England Zoölogical Club. Band 8, 1922, S. 29–30 (biodiversitylibrary.org).
- mit Outram Bangs: The type of Pachyramphus polychopterus (Vieillot). In: Proceedings of the Biological Society of Washington. Band 35, 1922, S. 225 (biodiversitylibrary.org).
- mit Outram Bangs: A new name for the Rufous-chested Flycatcher. In: Proceedings of the Biological Society of Washington. Band 35, 1922, S. 225 (biodiversitylibrary.org).
- mit Outram Bangs: The identity of Hylophilus leucophrys Lafresnaye. In: Proceedings of the Biological Society of Washington. Band 35, 1922, S. 226 (biodiversitylibrary.org).
- mit Outram Bangs: Two new forms of Surinam birds. In: Proceedings of the New England Zoölogical Club. Band 8, 1923, S. 35–36 (biodiversitylibrary.org).
- mit Outram Bangs: A new bulbul from Fukien, China. In: Proceedings of the New England Zoölogical Club. Band 8, 1923, S. 41–42 (biodiversitylibrary.org).
- mit Outram Bangs: A new Merops from Java. In: Proceedings of the New England Zoölogical Club. Band 8, 1923, S. 43 (biodiversitylibrary.org).
- Status of Spermophila schistaeca Lawrence. In: Proceedings of the Biological Society of Washington. Band 36, 1923, S. 59–62 (biodiversitylibrary.org).
- A new flycatcher from Surinam. In: Proceedings of the Biological Society of Washington. Band 36, 1923, S. 63–64 (biodiversitylibrary.org).
- A new tanager from Surinam. In: Occasional papers of the Boston Society of Natural History. Band 5, 1923, S. 63 (biodiversitylibrary.org).
- mit Outram Bangs: The identity o f Trochilus ruckeri Bourcier. In: Occasional papers of the Boston Society of Natural History. Band 5, 1924, S. 77–78 (biodiversitylibrary.org).
- Nesting of Great Blue Heron in Boothbay, Maine. In: The Auk. Band 42, Nr. 1, 1924, S. 128 (sora.unm.edu [PDF; 63 kB]).
- mit Outram Bangs: A new Blue Water-Thrush from China. In: Occasional papers of the Boston Society of Natural History. Band 5, 1925, S. 147 (biodiversitylibrary.org).
- mit Outram Bangs: The Henry Bryant types of birds. In: Bulletin of The Museum of Comparative Zoology. Band 67, Nr. 3, 1925, S. 197–207 (biodiversitylibrary.org).
- Warblers at sea. In: The Auk. Band 43, Nr. 3, 1926, S. 376–377 (sora.unm.edu [PDF; 103 kB]).
- Reviewed Work: A topographical description of the Dutch Colony of Surinam. Collections of the Massachusetts Historical Society, Vol. I (first series) by George Henry Apthorp. In: De West-Indische Gids. Band 7, 1926, S. 43–48, JSTOR:41845952.
- mit Arthur Philip Penard: Negro Riddles from Surinam. In: De West-Indische Gids. Band 7, 1926, S. 411–432, JSTOR:41845989.
- mit Arthur Philip Penard: Four arawak indian songs. In: De West-Indische Gids. Band 7, 1926, S. 497–500, JSTOR:41845997.
- mit Arthur Philip Penard: Birdcatching in Surinam. In: De West-Indische Gids. Band 7, 1926, S. 545–566, JSTOR:41846004.
- mit Arthur Philip Penard: European influence on the Arawak language of Guiana. In: De West-Indische Gids. Band 8, 1926, S. 165–176, JSTOR:41846023.
- mit Arthur Philip Penard: Note on words used by south american indians for banana. In: De West-Indische Gids. Band 8, 1926, S. 375–377, JSTOR:41846044.
- The Duck Hawk in Guiana. In: The Auk. Band 47, Nr. 3, 1926, S. 419–420 (online [PDF; 116 kB]).
- Egg of the Sun Parrot. In: The Auk. Band 44, Nr. 3, 1927, S. 420–421 (online [PDF; 111 kB]).
- The Yellow Warbler (Dendroica aestiva aestiva) in Dutch Guiana. In: The Auk. Band 44, Nr. 3, 1927, S. 425–426 (sora.unm.edu [PDF; 115 kB]).
- Historical Sketch of the ornithology of Surinam. In: De West-Indische Gids. Extraausgabe, 1927, S. 1–24.
- Lafresnaye. In: The Auk. Band 62, Nr. 2, 1945, S. 227–233 (sora.unm.edu [PDF; 487 kB]).